# Arnold Matthias Brunckhorst
Arnold Matthias Brunckhorst, auch Arnold(us) Melchior, Andreas Matthias, Martin oder weitere Varianten; er selbst unterschrieb meist mit Arnoldÿ Matthias Brunckhorst (* um 1670/75 in Celle oder Wietzendorf; † 1725 vermutlich in Hannover) war ein deutscher Komponist und Organist der norddeutschen Orgelschule.

## Leben
Brunckhorst war seit 1693 in Hildesheim als Organist zunächst an der Kirche St. Martini, von 1695 bis 1697 dann an St. Andreas tätig. Am 25. September 1697 wurde er vom Herzog Georg Wilhelm von Braunschweig-Lüneburg zum Organisten der Stadtkirche von Celle berufen. 1720 schließlich wurde er Hoforganist in Hannover, wo er wohl bis zu seinem Tod blieb.
Den Aufzeichnungen zufolge hat sich Brunckhorst neben seiner Leistung als Organist und Komponist auch mit dem Orgelbau beschäftigt, da er an der Erweiterung der Orgeln von Hildesheim und Hannover beteiligt war.
Philipp Spitta und Werner Wolffheim vermuteten, dass Brunckhorst um 1702/03 mit Johann Sebastian Bach in persönlichen Kontakt kam, als dieser in Lüneburg bei der Celler Hofkapelle die französische Hofmusik studierte. Dafür spricht auch, dass Brunckhorsts Klaviersonate in einem Konvolut von Manuskripten überliefert ist, deren Vorlagen der Schreiber Carl August Hartung in Köthen offenbar von Bach erhalten hatte. Auch gilt die Sonate als früher deutscher Beleg für die zweiteilige Sonatensatzform Domenico Scarlattis.

## Werke

Präludium in g-Moll, hier: Fuge T. 33–76. Abschrift von Johannes Ringk.

Unter Brunckhorsts vollständigem Namen ist nur ein einziges Orgelwerk, ein Präludium in e-Moll, überliefert. Seit einer stilkritischen Untersuchung von Dietrich Kollmannsperger wird ein früher Nicolaus Bruhns zugeschriebenes Präludium in g-Moll, dessen Autor mit Mons: Prunth. angegeben wird, als weiteres Werk Brunckhorsts angesehen. Daneben sind eine Claviersonate und zwei Kantaten überliefert.
- Präludium in e-Moll für Orgel[8]
- Präludium in g-Moll für Orgel[6]
- Sonata in poco presto A-Dur für Clavier/Cembalo[3]
- In festo nativitate Christi „Es begab sich aber zu der Zeit“, Weihnachtskantate für 4 Singstimmen und 6 Instrumente[9][10]
- Partitur Auf Ostern „Und da der Sabbath vergangen war“, Kantate für 4 Singstimmen, Instrumente und Basso continuo[11][12]
- dem Herzog Georg Wilhelm gewidmete Passionsmusik (verschollen)

Die meisten Manuskripte der Werke befinden sich in der Staatsbibliothek zu Berlin.

## Aufnahmen/Tonträger
- Krevese Gansen-Orgel. Präludium und Fuge e-Moll + Werke von J.S. Bach, Buxtehude, Tunder und Böhm. Dietrich Kollmannsperger. Capriccio 10 506, 1994
- Adam Matthias Brunckhorst. Opera omnia. Präludium e-Moll, Weihnachts-Historie, Sonate A-Dur, Oster-Historie. musica poetica Freiburg, Hans Bergmann. Hänssler Classic 98.364, 1999.
- Präludium in g (unter dem Namen Bruhns). Nikolaus Bruhns, Georg Dietrich Leyding: Sämliche Orgelwerke. Friedhelm Flamme. cpo 777 123-2, 2005.
- Präludium in e. Radeck/Brunckhorst/Steffens/Erich/Ritter/Hanff: Complete Organ Works. Friedhelm Flamme. cpo 777 271-2, 2007.
- Präludium in e; Präludium in g (unter dem Namen Bruhns). Nicolaus Bruhns: Sämtliche Orgelwerke. Ingo Duwensee. Dabringhaus und Grimm 906 1878-6, 2015.